# La Farce tragique
Pour plus de détails, voir Fiche technique et Distribution.
La Farce tragique (titre original : La cena delle beffe) est un film du cinéma italien réalisé par Alessandro Blasetti, sorti en 1942. Le scénario est inspiré de La cena delle beffe, une pièce de théâtre dramatique de Sem Benelli.
Le film comporte l'une des premières scènes de « sein nu » tournée par Clara Calamai, subissant les foudres des autorités ecclésiastiques, ainsi le film fut interdit aux moins de seize ans.

## Synopsis
L'action se déroule dans la Florence du XVe siècle de Laurent le magnifique. Les frères Neri et Gabriello Chiaramantesi sont des personnages arrogants qui persécutent depuis des années Giannetto Malespini avec des blagues pesantes et des provocations de plus en plus cruelles mettant au défi le pacifique et patient Giannetto de réagir aux insultes et affronts.
La confrontation atteint l'apogée de la violence quand la belle Ginevra devient l'objet de la confrontation.

## Fiche technique
- Titre français : La Farce tragique
- Titre original : La cena delle beffe
- Réalisation : Alessandro Blasetti

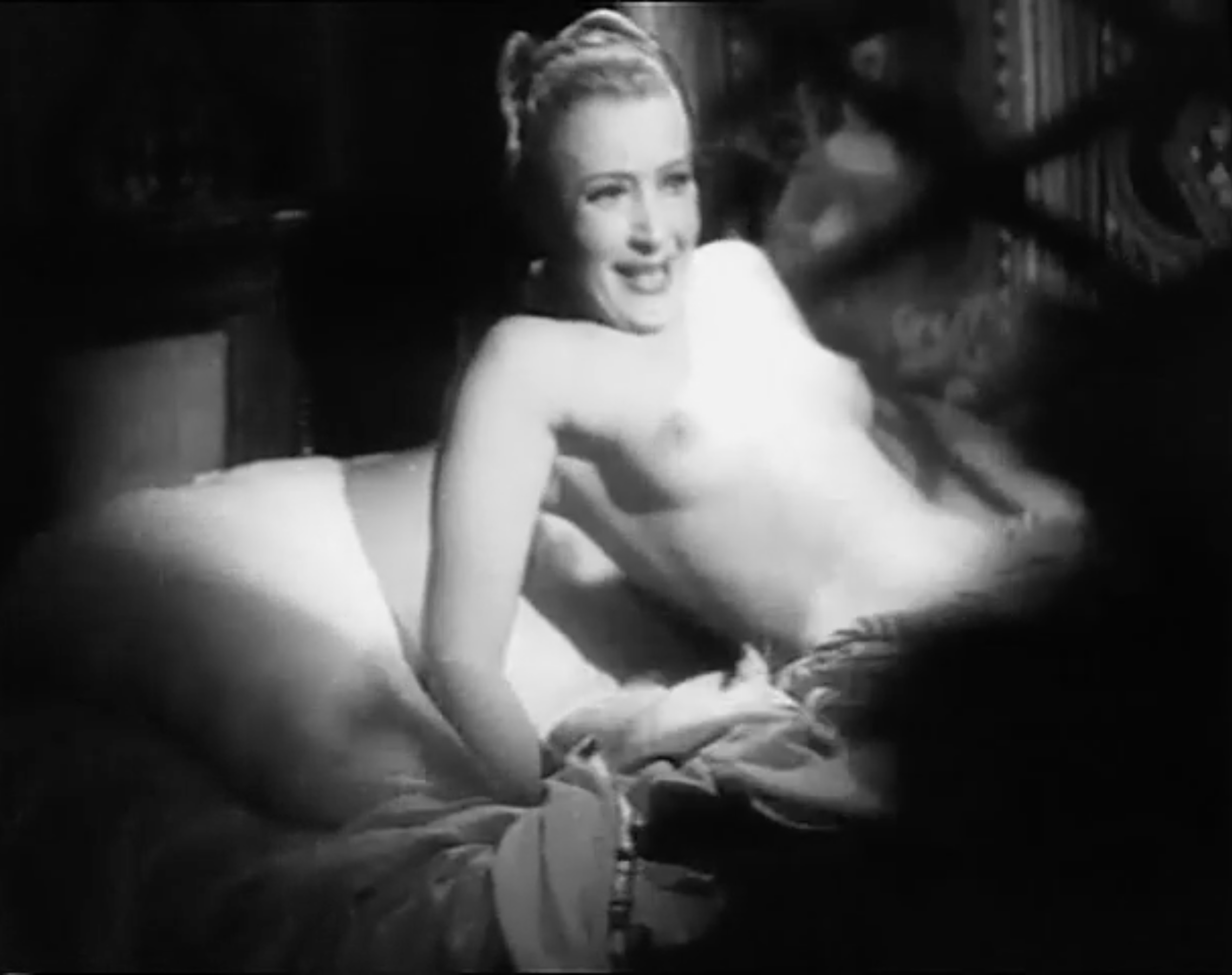
La scène de « seins nus » de Clara Calamai.

- Sujet : Tiré de La cena delle beffe, pièce de théâtre de Sem Benelli
- Scénario : Alessandro Blasetti, Renato Castellani
- Photographie : Mario Craveri
- Montage : Mario Serandrei
- Musique : Giuseppe Becce
- Scénographie : Virgilio Marchi
- Costumes : Gino Carlo Sensani
- Producteur : Giuseppe Amato
- Maison de production : Cines
- Distribution : Ente Nazionale Industrie Cinematografiche
- Durée : 86 min
- Couleur : B/N
- Genre : Dramatique - historique
- Pays de production :  Royaume d'Italie
- Dates de sortie
  - Royaume d'Italie : 9 février 1942
  - France : 30 juin 1943
- Affiche : Jacques Bonneaud (France)

## Distribution
- Amedeo Nazzari : Neri Chiaramantesi
- Osvaldo Valenti : Giannetto Malespini
- Clara Calamai : Ginevra
- Valentina Cortese : Lisabetta
- Alfredo Varelli : Gabriello Chiaramantesi
- Memo Benassi : Tornaquinci
- Piero Carnabuci : Fazio
- Lauro Gazzolo : Trinca
- Alberto Capozzi : Ser Luca
- Luisa Ferida : Fiammetta
- Elisa Cegani : Laldòmide
- Nietta Zocchi : Cinzia
- Gildo Bocci : Ceccherino